# 長崎バスダイヤランド営業所

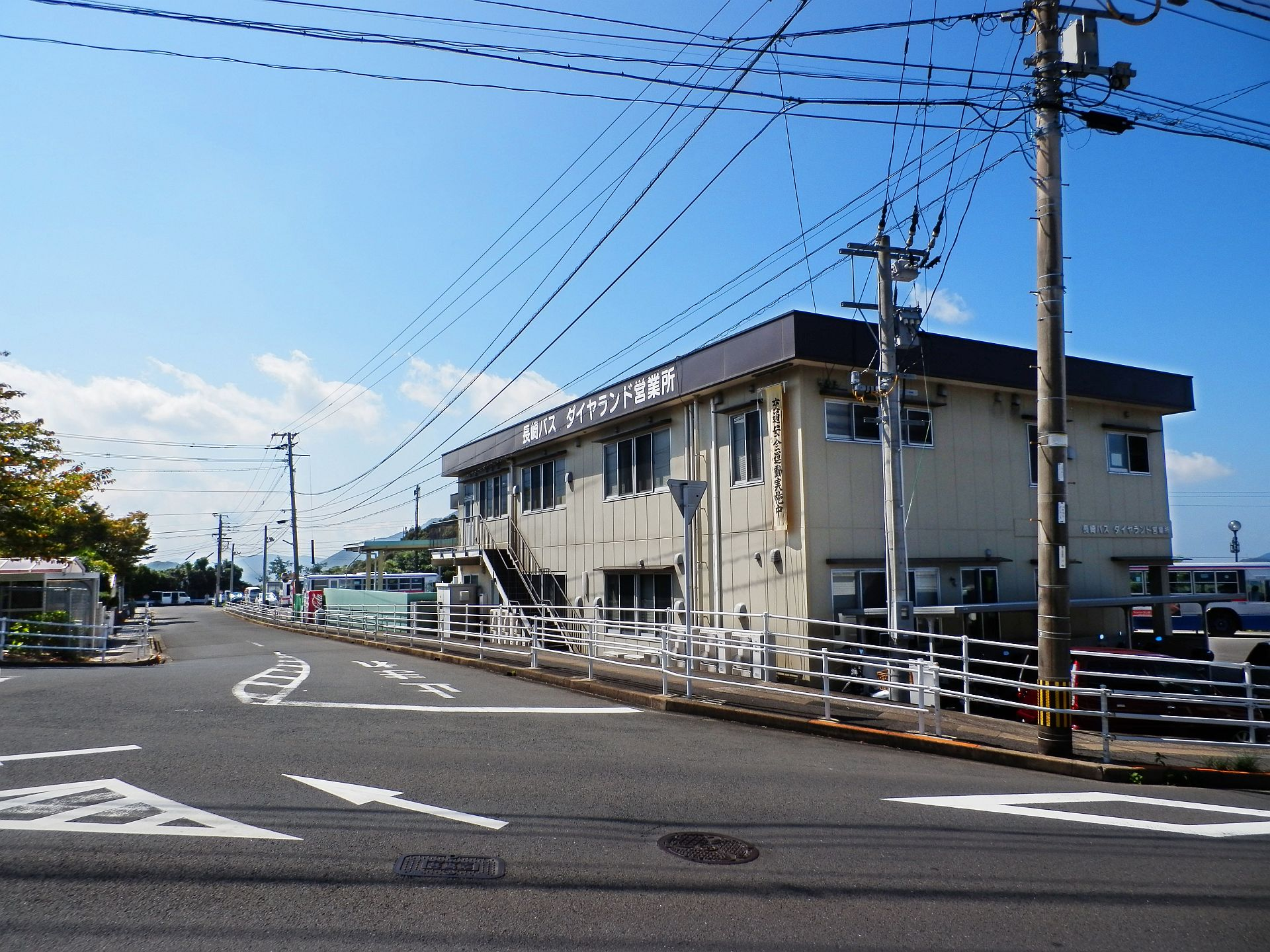
ダイヤランド営業所建屋、左奥に降車用停留所とバスの入口がある

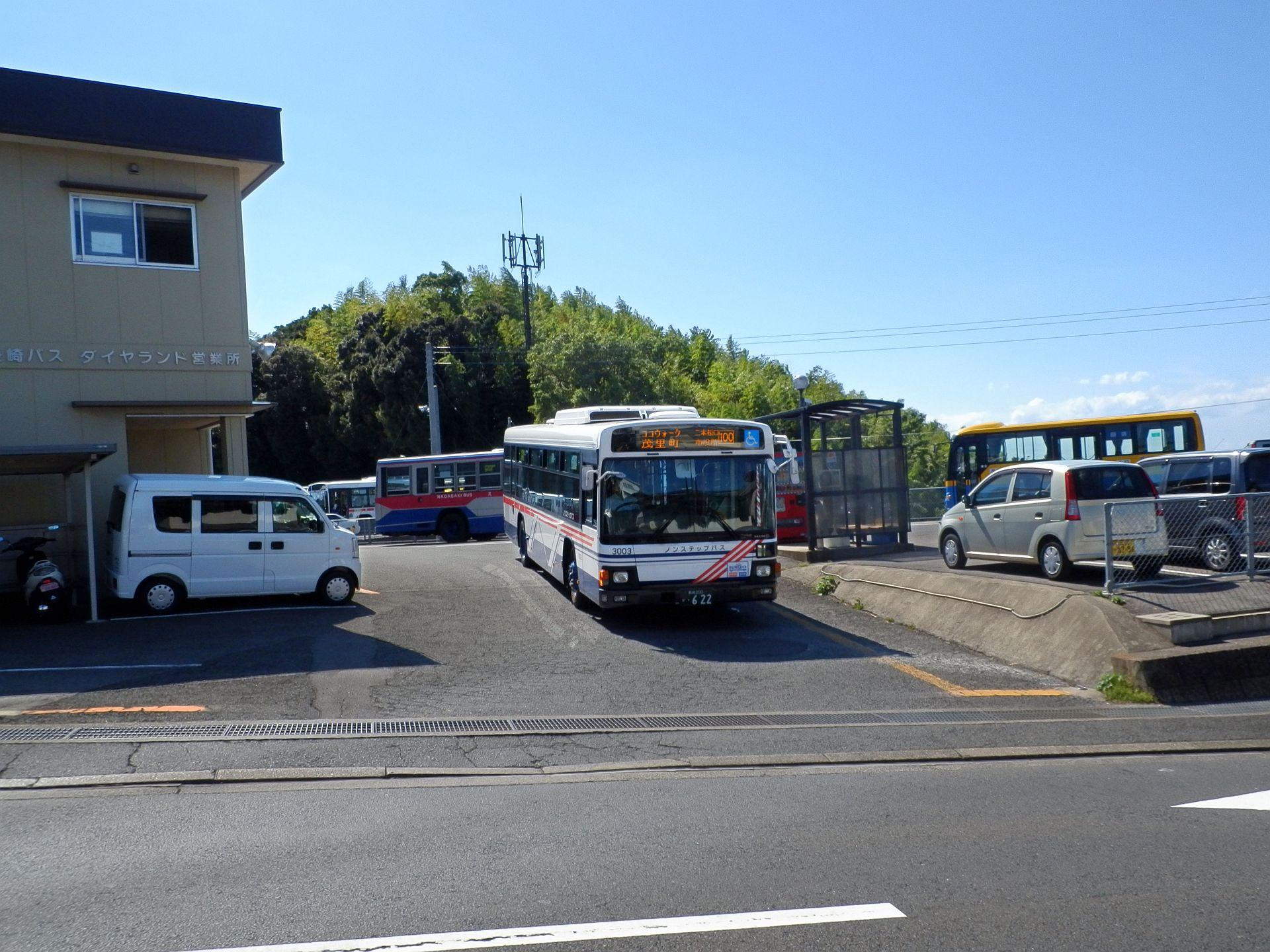
営業所正面にある始発バス停で待機中のバス

長崎バスダイヤランド営業所（ながさきバスダイヤランドえいぎょうしょ）とは、長崎県長崎市ダイヤランド4丁目10番276にある長崎自動車の営業所である。

## 概要
2006年の営業所再編の際、柳営業所と共に開設された、長崎市南部地区における長崎バスの拠点のひとつ。従来は大橋営業所のみが担当していた下大橋 - ダイヤランド線を分担して運行している。営業所はダイヤランドの住宅街の端にあり、平面車庫を用いている。始発バス停が営業所敷地内にあり、ほとんどの担当路線がここを始発・終点とする。大型バス路線で定期運用を担当するのはダイヤランド線のみ。主に大橋営業所の機能を補完する形で運用されており、1時間あたりの発着路線数は多いが、保有する車両台数自体は少ない。

## 現行路線

### 二本松団地 - 夢彩都 - 駅西口線（うみかぜ）
※は一部の便のみ始発・終点として使用する。
- 二本松団地 - 上戸町 - 二本松口 - 小菅公園※ - 国分町 - 浪の平 - 新地中華街 - 中央橋 - 夢彩都（ - 長崎県庁前 - 長崎駅西口※ - 幸町 - 銭座町 - ココウォーク茂里町※）
- 二本松団地→上戸町→二本松口→小菅公園→国分町→浪の平→新地中華街→中央橋（平日朝のみ運行）

長崎市の斜面地にある二本松団地と中心部の複合商業施設・夢彩都を結ぶ路線で、小型バスで運行される。愛称は「うみかぜ」。2005年（平成17年）6月1日に二本松団地 - 元船町線として開通した。
40分に1本の間隔で運行されていたが、2025年4月のダイヤ改正により、昼間(10時〜15時)は1時間に1本の間隔に変更された。二本松団地内は、自由乗降区間になっている。2018年2月1日より、一部便が長崎県庁前へ乗り入れている。また長崎駅の改築工事完了後には長崎駅西口や駅西口経由ココウォーク茂里町まで行く便も誕生した。2022年10月のダイヤ改正により担当営業所が松ヶ枝営業所から当営業所に変更された。

### 下大橋 - ダイヤランド車庫線
経由番号は、城栄町経由下大橋行が3番、西城山経由下大橋行が4番、ブリックホール経由下大橋行・城山住宅前経由下大橋行・長崎駅前（交通広場）行は番号なし、新地中華街・メディカルセンター行は10番、中央橋行が20番、ダイヤランド車庫行が40番となっている。※は一部の便のみ始発・終点として使用する。
- 下大橋 - 油木町 - 西城山小学校前 - 梁川公園前 -  ロープウェイ前 - 宝町 - 長崎駅前 - 市役所上 - 中央橋 - 新地中華街 - 浪の平 - 二本松口（戸町）- 新戸町団地 - ダイヤランド車庫
- 下大橋 - 油木町 - 西城山小学校前 - 梁川公園前 - ブリックホール - ココウォーク茂里町 - 宝町 - 長崎駅前 - 市役所上 - 中央橋 - 新地中華街 - 浪の平 - 戸町 - 新戸町団地 - ダイヤランド車庫
- 下大橋 - 油木町 - 城栄町 - 梁川公園前 -  ロープウェイ前 - 宝町 - 長崎駅前 - 市役所上（大波止）- 中央橋 - 新地中華街 - 浪の平 - 二本松口 - 新戸町団地 - ダイヤランド車庫
- 神の島工業団地 - 立神 - 飽の浦 - 稲佐橋 - 宝町 - 長崎駅前 - 大波止（市役所上）- 中央橋 - 新地中華街 - 波の平 - 二本松口 - 新戸町団地 - ダイヤランド車庫
- 下大橋 - 油木町 - 西城山小学校前 - 梁川公園前 - ロープウェイ前 - 宝町 - 長崎駅前 - 市役所上（大波止）- 中央橋※ - 新地中華街（→メディカルセンター※）
- 長崎駅前（交通広場）- 市役所上（大波止）- 中央橋 - 新地中華街 - 浪の平 - 二本松口（戸町）- 新戸町団地 - ダイヤランド車庫
- ダイヤランド車庫→新戸町団地→二本松口（戸町）→浪の平→新地中華街→中央橋→市役所上→長崎駅前→宝町→ロープウェイ前→梁川公園前→城山住宅前→油木町→下大橋

ダイヤランド営業所のメインとなる路線。長崎市南部地区の大規模住宅街ダイヤランドと長崎市中心部を結ぶ路線で、1時間に3 - 6本程度運行される。元々は大橋営業所担当の路線であったが、現在は一部の便をダイヤランド営業所が担当している。ダイヤランド車庫発下大橋行は新地中華街から銅座町を経由し、ココウォーク茂里町行・神の島工業団地行は新地中華街から十八親和銀行本店前を経由して中央橋方面へ向かう。
2022年（令和4年）4月より、戸町・西城山経由の一部路線が日中のみブリックホール経由で運行されるようになった。また、経由番号は2024年春のダイヤ改正まで、長崎駅前（交通広場）行きは7番、新地中華街・メディカルセンター・中央橋行きは全て20番が割り振られていた。